# Beçin

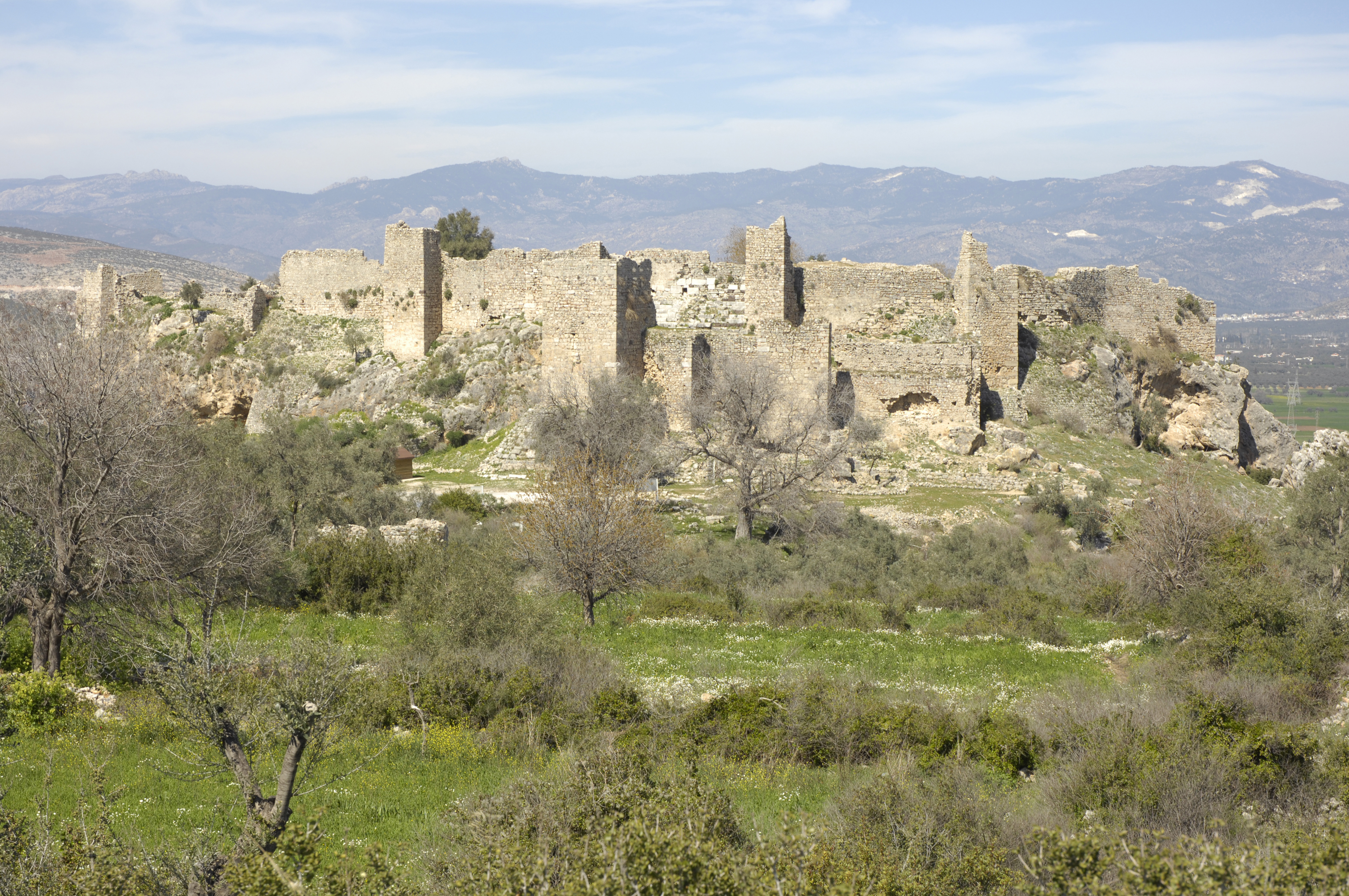
Castillo de Beçin

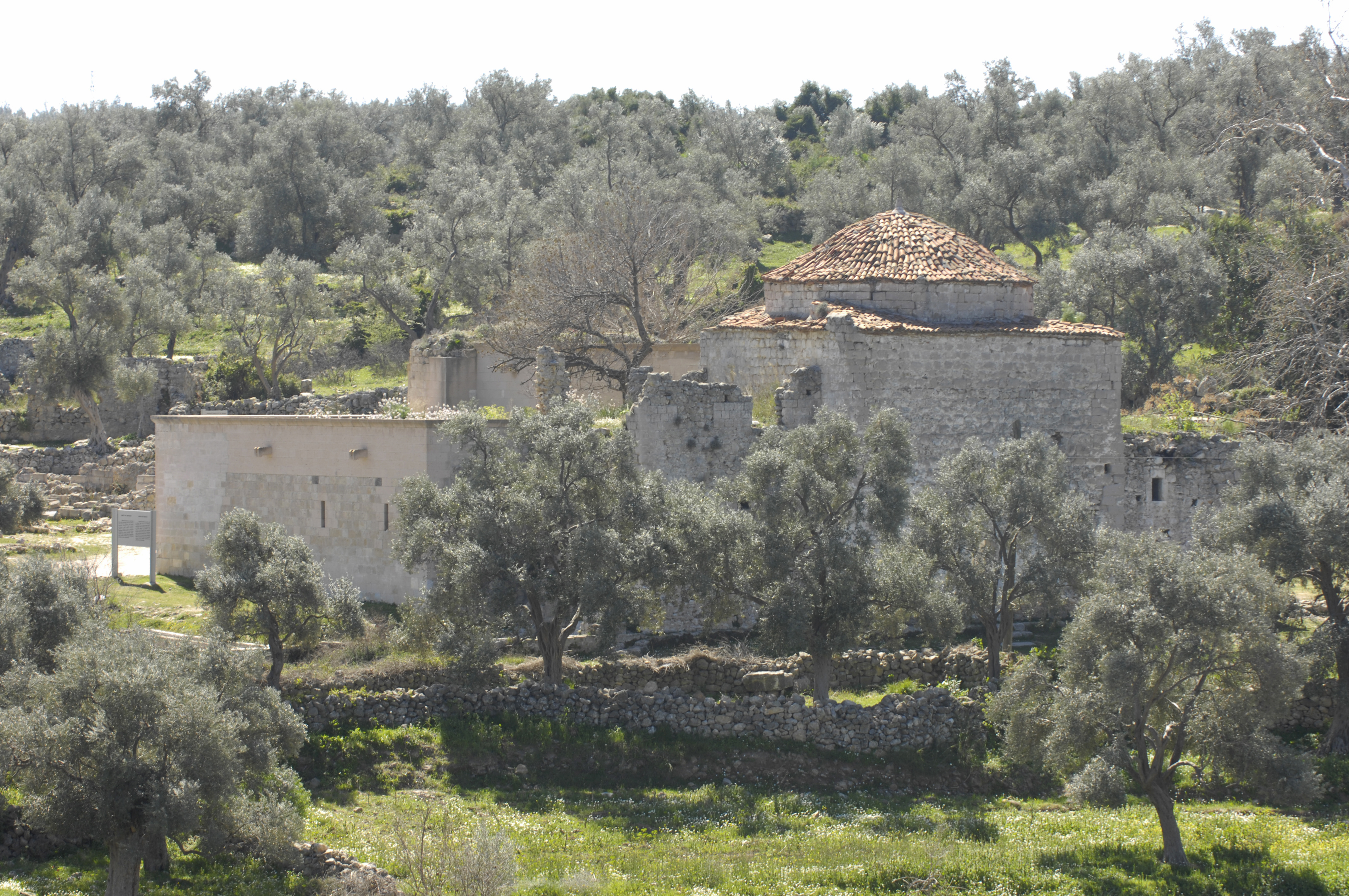
Madrasa Ahmed Gazi

Beçin (también conocido como Berçin o Peçin) fue un fuerte histórico de Turquía.

## Geografía
Beçin está situado en una colina al suroeste de un pueblo moderno del mismo nombre, en el ilçe (centro de distrito) de Milas, en la Provincia de Muğla, en las coordenadas 37°16′30″N 27°47′21″E / 37.27500, 27.78917. Se encuentra a 4 km de distancia de Milas y a 66 km de Muğla.

## Historia
En el sitio quedan restos del periodo helenístico, tales como un templo del siglo IV. Una iglesia bizantina indica que el asentamiento perduró hasta la Edad Media, aunque sus pequeñas dimensiones sugieren que tuvo una importancia igualmente menor. Según una fuente contemporánea italiana, su nombre era Pezona.
A finales del siglo XIII, fue capturado por el Beylicato de Menteşe, un principado fundado por una tribu turcomana. Beçin se convirtió en la capital del beylicato y se expandió rápidamente. En 1333, Ibn Battuta visitó Beçin, la describió como una ciudad recientemente fundada y mencionó sus casas y mezquitas. La mayoría de los monumentos que permanecen tienen su origen en el siglo XIV.
En el siglo XV, el beylicato de Menteşe fue anexionado por el Imperio otomano. Se puede observar un indicio de la posterior decadencia del pueblo en el registro que hizo Evliya Çelebi de su visita: escribió que el pueblo no disponía de baño turco, pero las excavaciones han revelado los restos de cinco. Siguió existiendo un asentamiento en el sitio hasta los años 1980.

## Monumentos
La madrasa Ahmet Gazi, nombrada en honor al bey que la comisionó, data de 1375, según la inscripción en árabe situada por encima de la entrada. El portal de acceso, aunque conserva los componentes de un portal selyúcida tradicional, muestra también características similares a la arquitectura gótica europea que podrían indicar una influencia de las actividades comerciales del beylicato de Menteşe con las islas del Egeo, Italia y el sur de Francia (el bey está descrito en la inscripción como el «Sultán de las Costas»). Los trabajos modernos de reconstrucción han restaurado grandes secciones de la fachada de entrada a cada lado del portal. La madrasa tiene ocho cámaras y dos iwanes que se abren directamente a un patio central de forma rectangular (aunque el pórtico habitual no está presente en este caso). La tumba de Ahmet Gazi se encuentra en el iwán principal, y una tumba contigua podría pertenecer a otro gobernante de Menteşe ruler: Shujaeddin Bey.
Kizil Han, un caravanserai, es una estructura de dos plantas y uno de los dos hanes que han sobrevivido en Beçin. Es simple y poco atractivo, y se encuentra parcialmente en ruinas, al haberse derrumbado la planta superior.
Buyuk Hammam (el «gran baño») es uno de los cinco hammams que llegaron a existir en el pueblo. Todos ellos se encuentran en ruinas. El Buyuk Hammam debió haber sido en su día una de las estructuras más imponentes del pueblo, aunque en la actualidad la mayor parte de su tejado se ha derrumbado. Las excavaciones han revelado sus cámaras internas y expuesto su planta baja original, que está pavimentada con bloques de mármol.

## Propuesta como Patrimonio de la Humanidad
El conjunto medieval (tanto el fuerte como el pueblo) fue añadido el 13 de abril de 2012 a la lista indicativa de Turquía para solicitar su inclusión en la lista del Patrimonio de la Humanidad de la UNESCO en la categoría cultural. Edificios tales como el Kızıl Han, el Kara Paşa Han, el patio de los emires, la pensión Orman, la nueva iglesia y la capilla bizantina están entre los restos arqueológicos. Según el Ministerio de Cultura, Beçin refleja la arquitectura del beylicato (principalmente del siglo XIV) y las características de los antiguos asentamientos turcos.

## Galería de imágenes

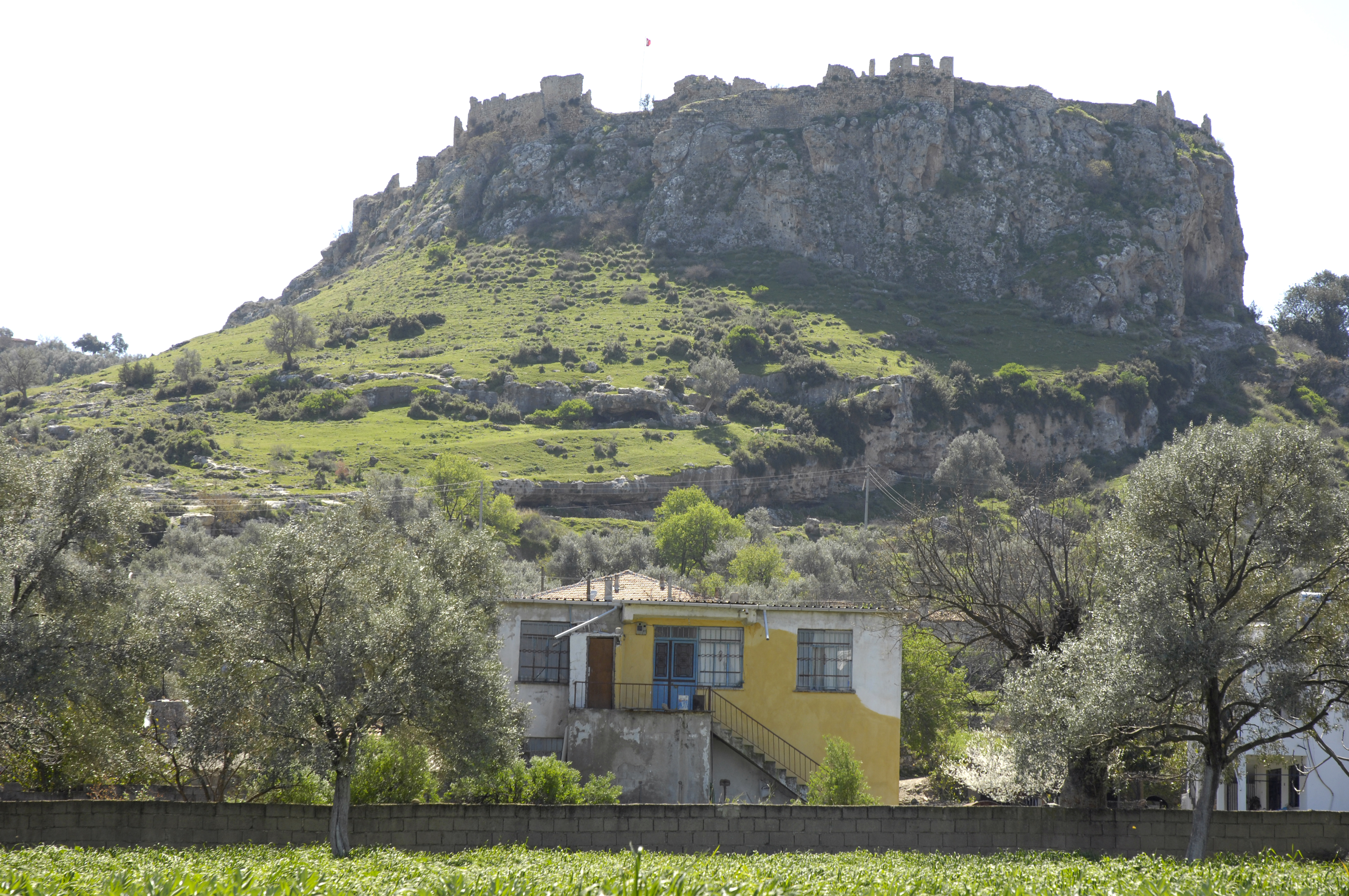
Beçin desde abajo
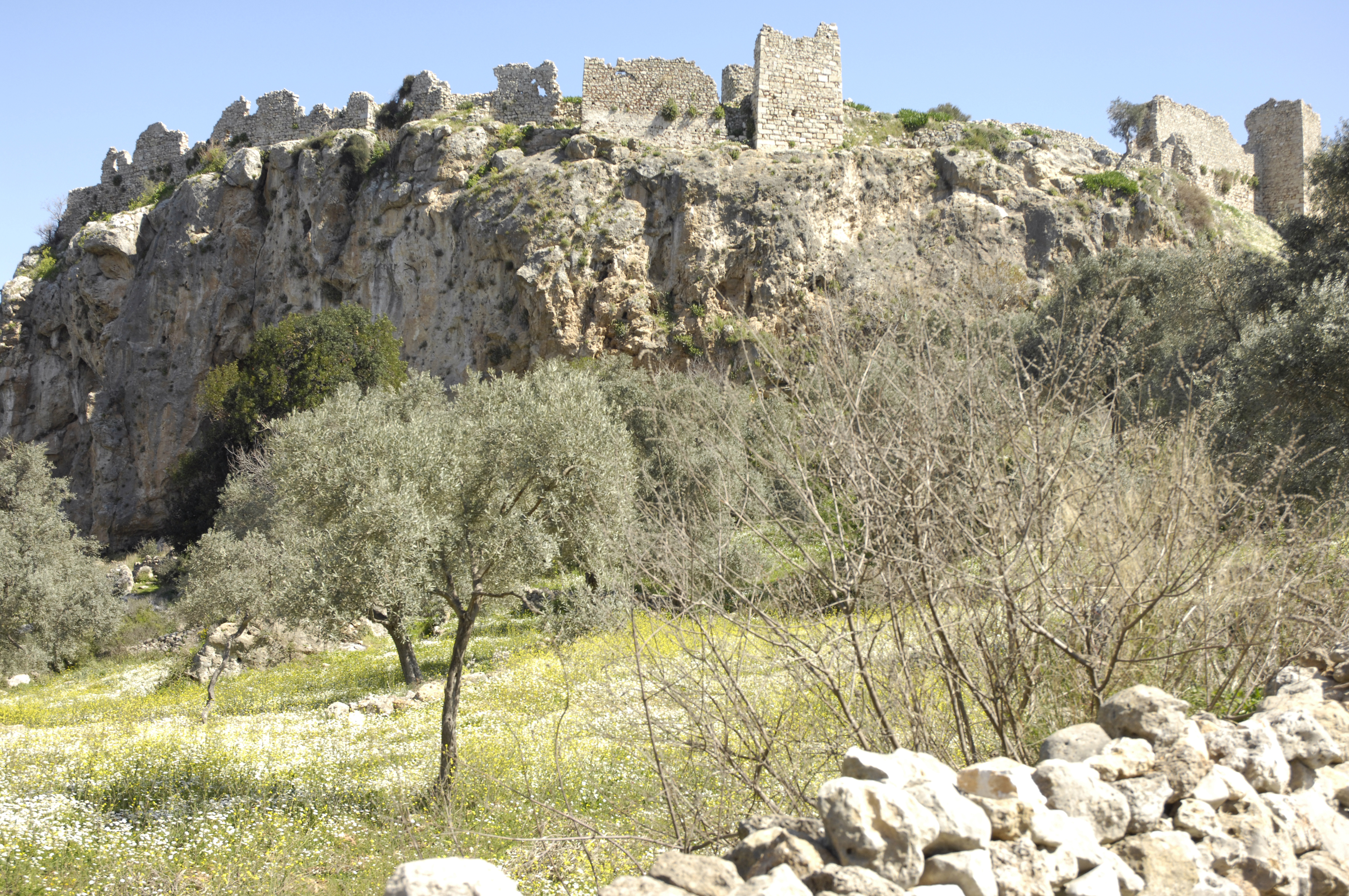
Beçin desde abajo
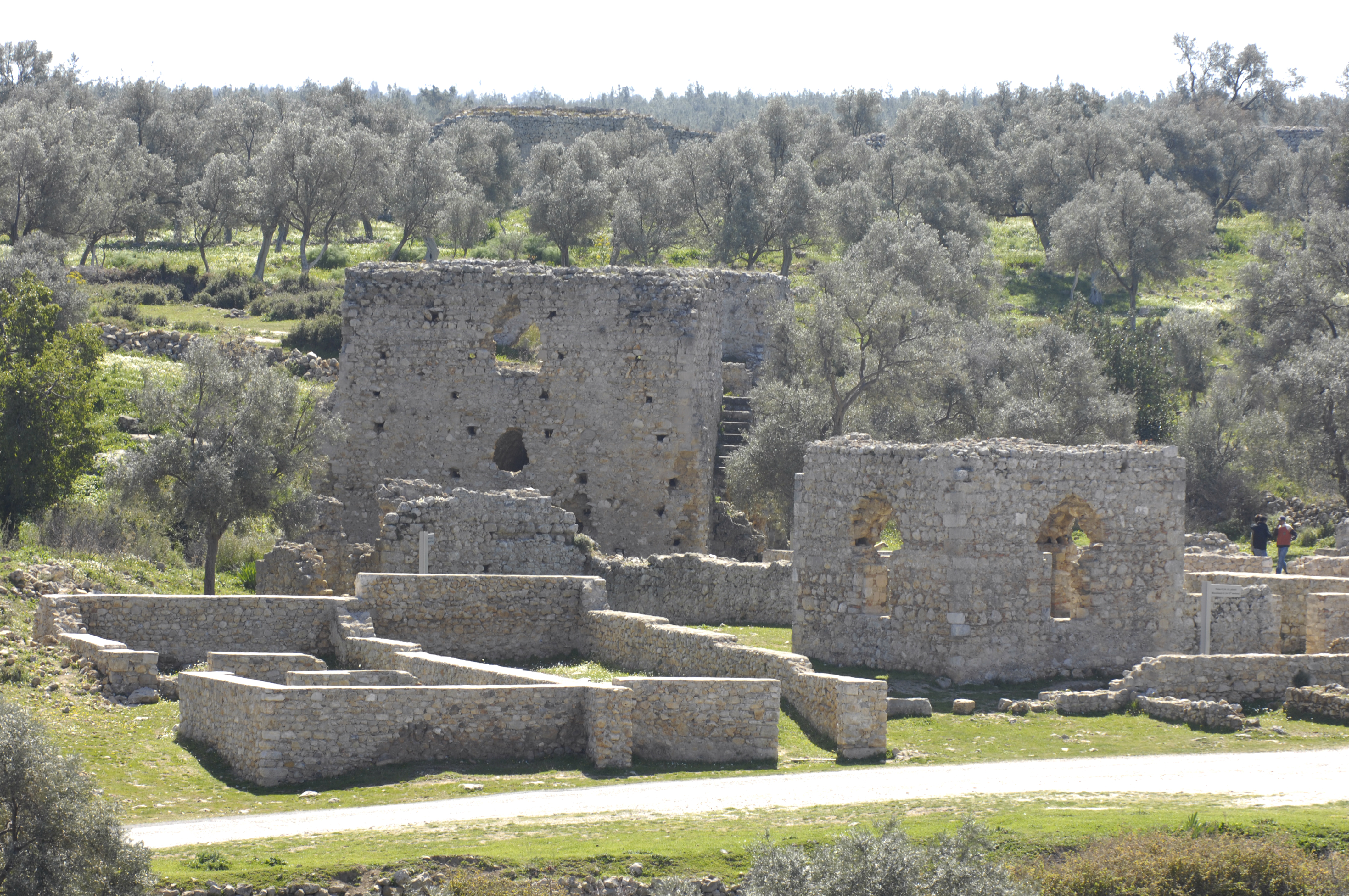
Beçin Kızıl Han
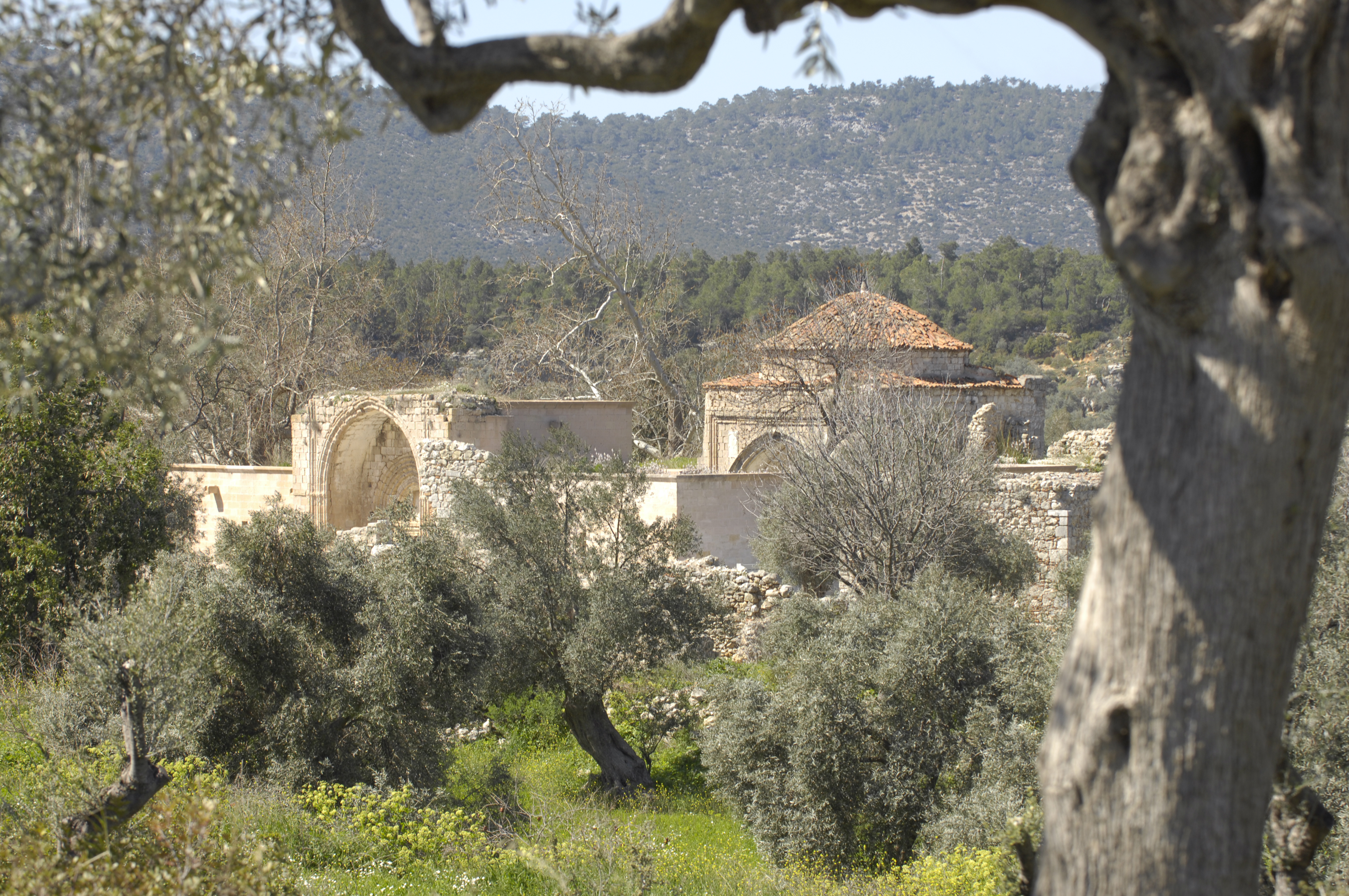
Madrasa Ahmed Gazi
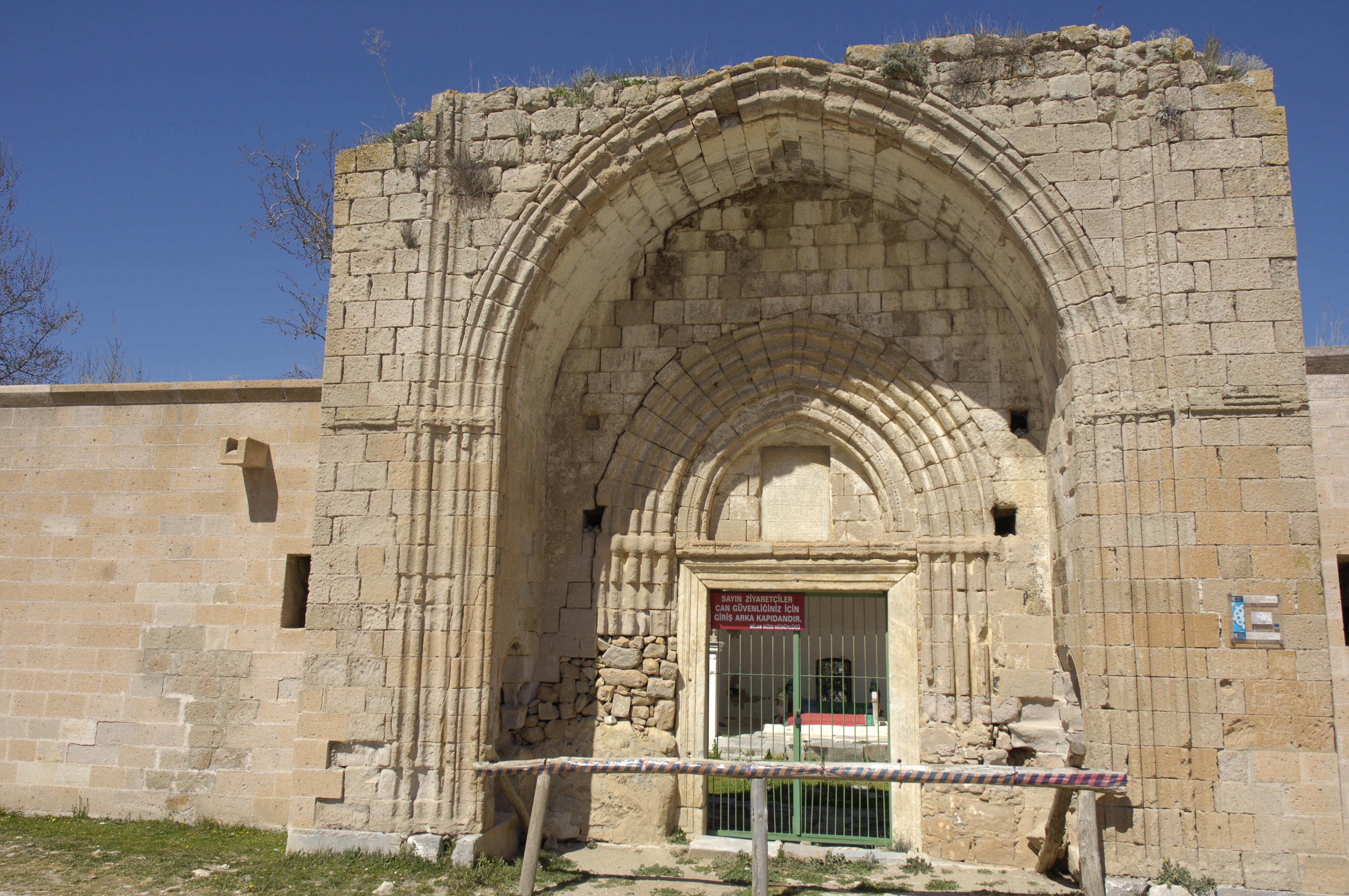
Entrada de la madrasa  Ahmed Gazi
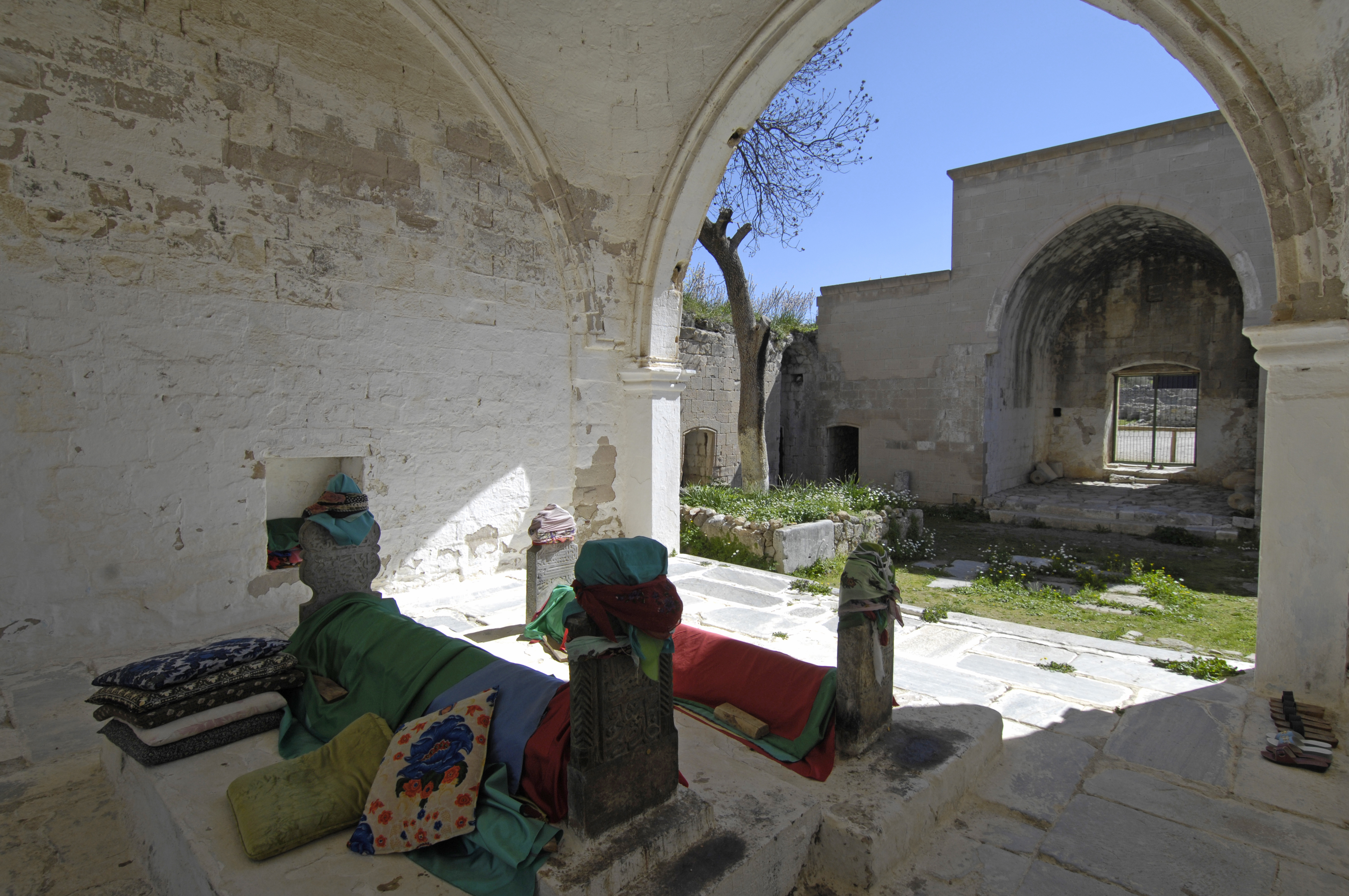
Eyvan de la madrasa Ahmed Gazi
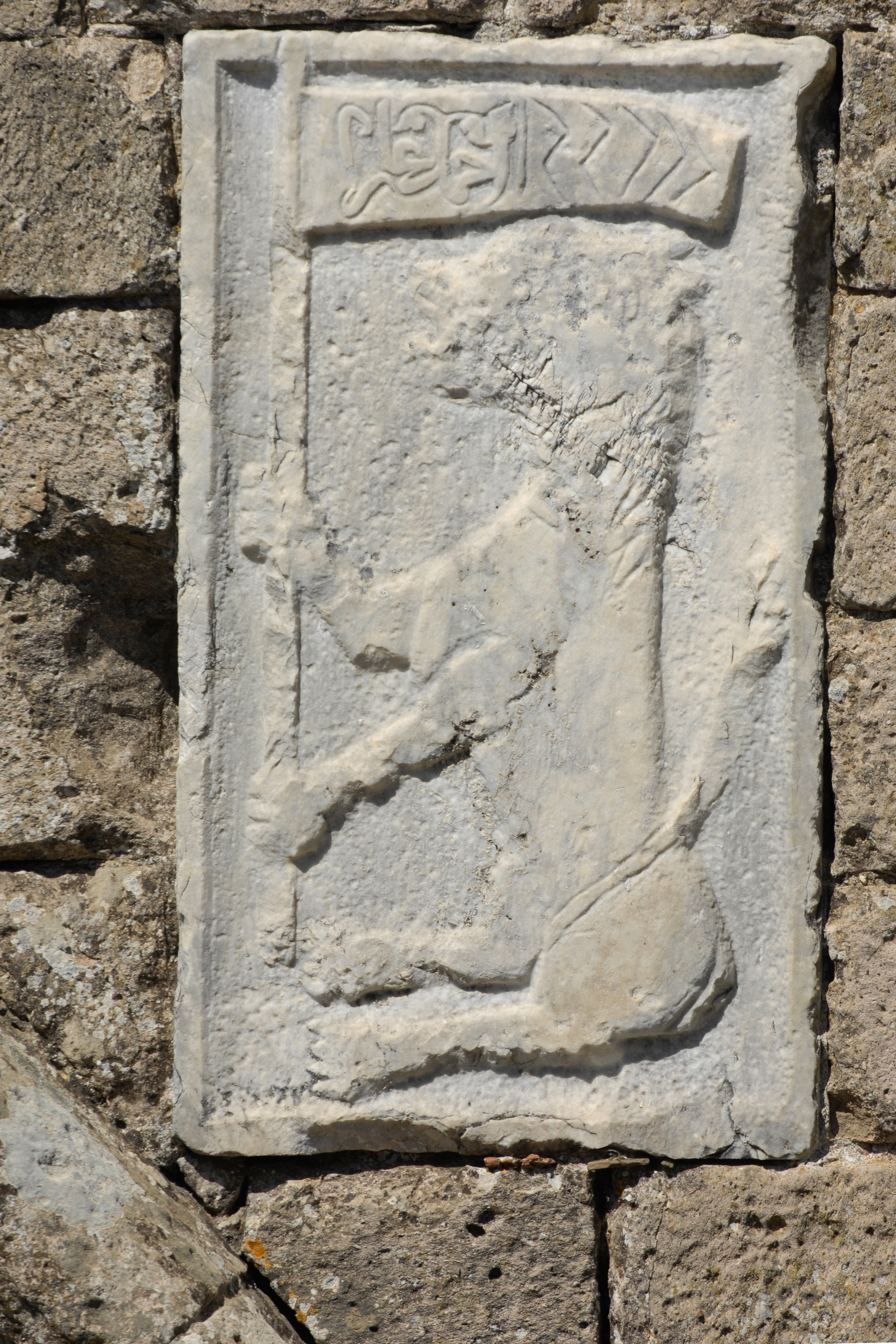
Madrasa Ahmed Gazi
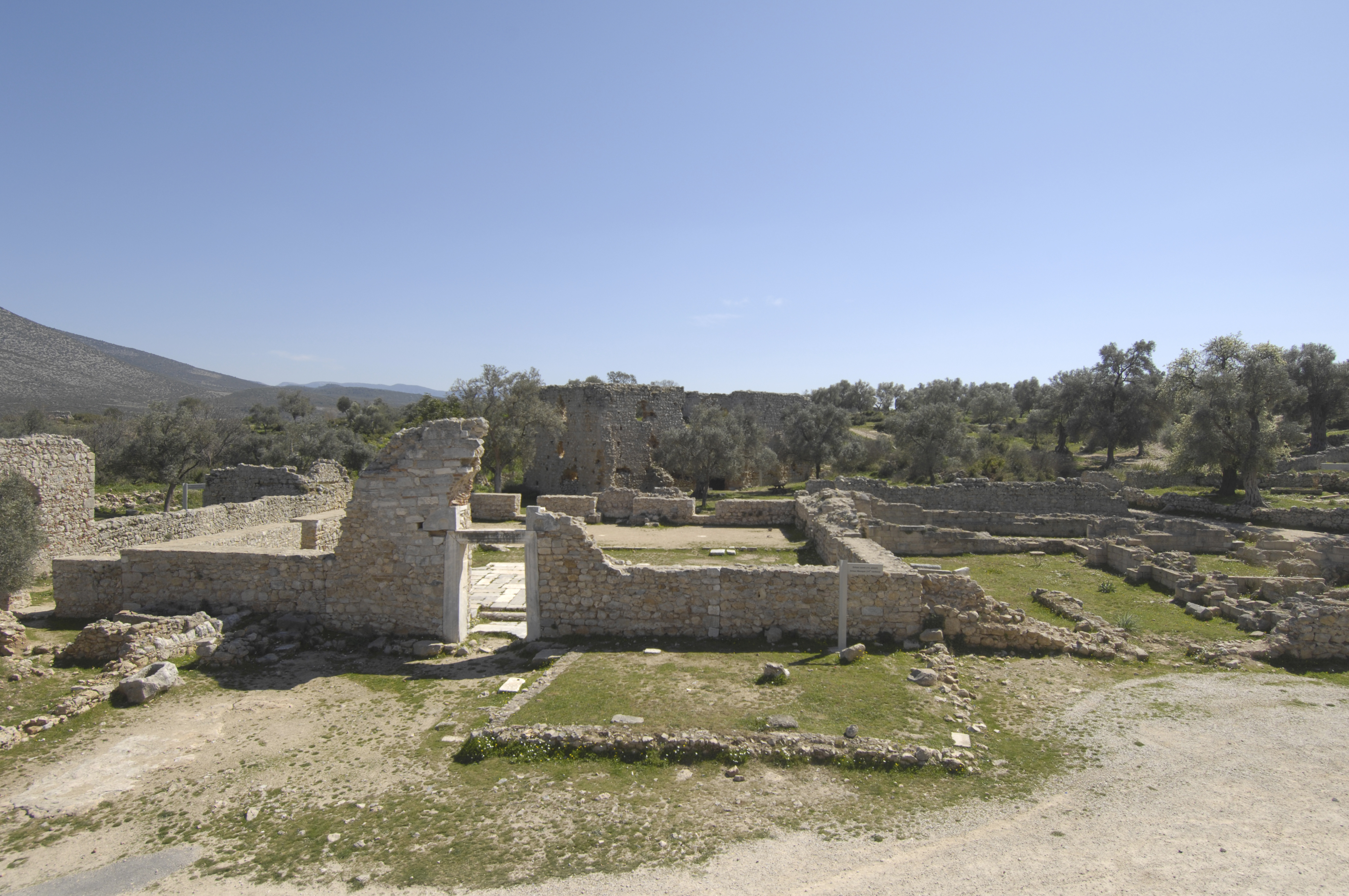
Mezquita Orhan Bey
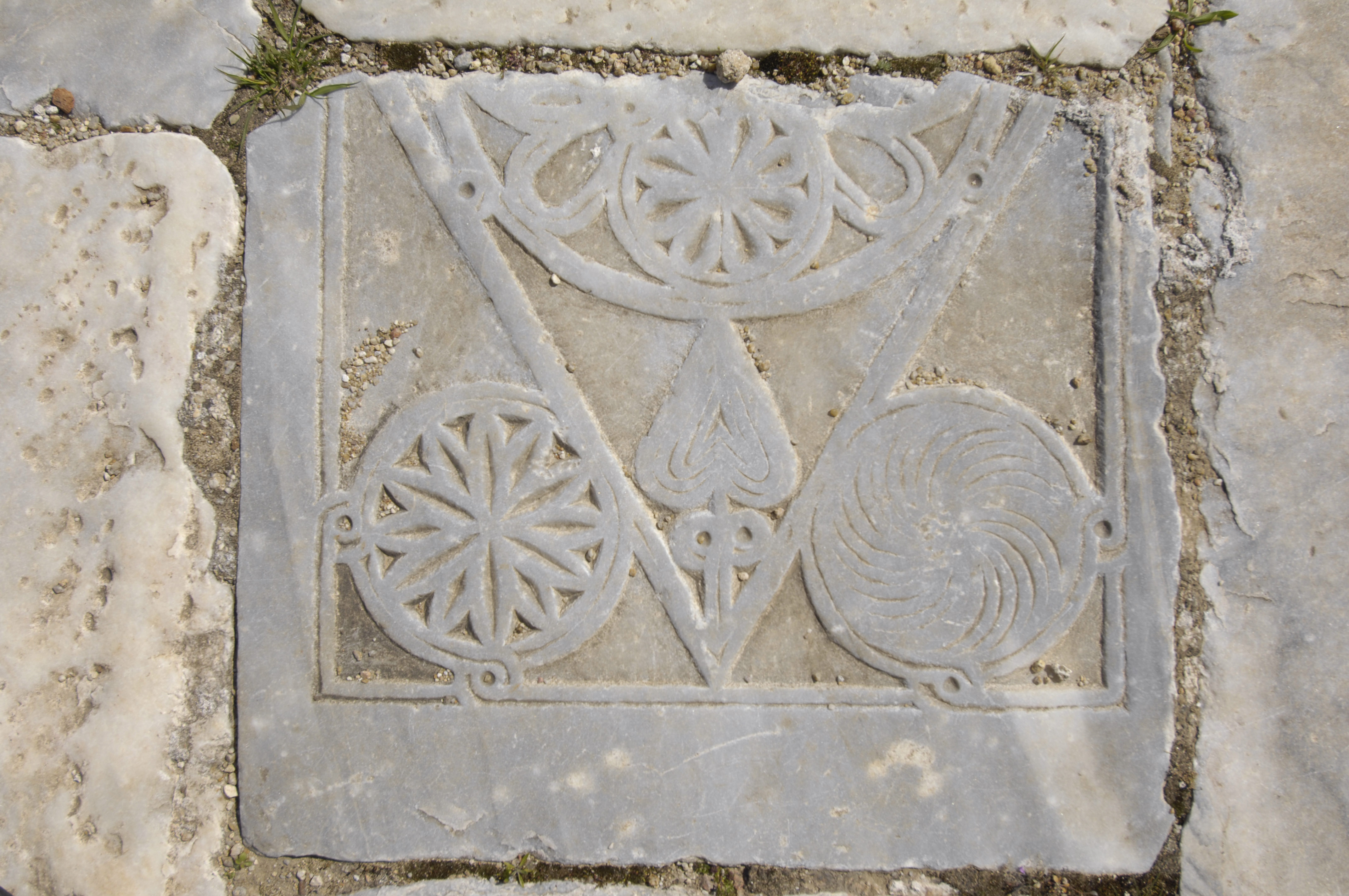
Detalle de la mezquita d Orhan Bey
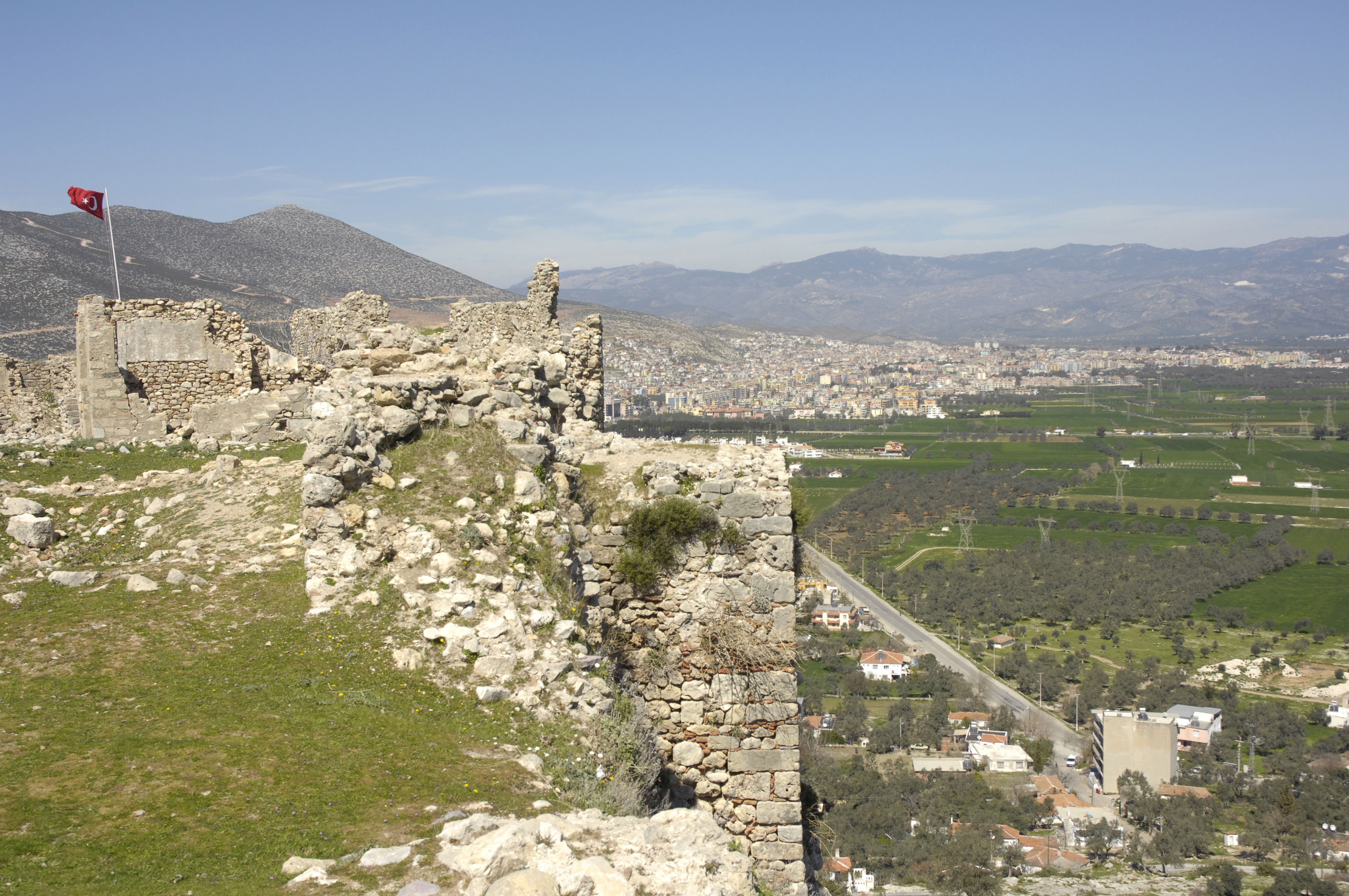
Castillo de Beçin
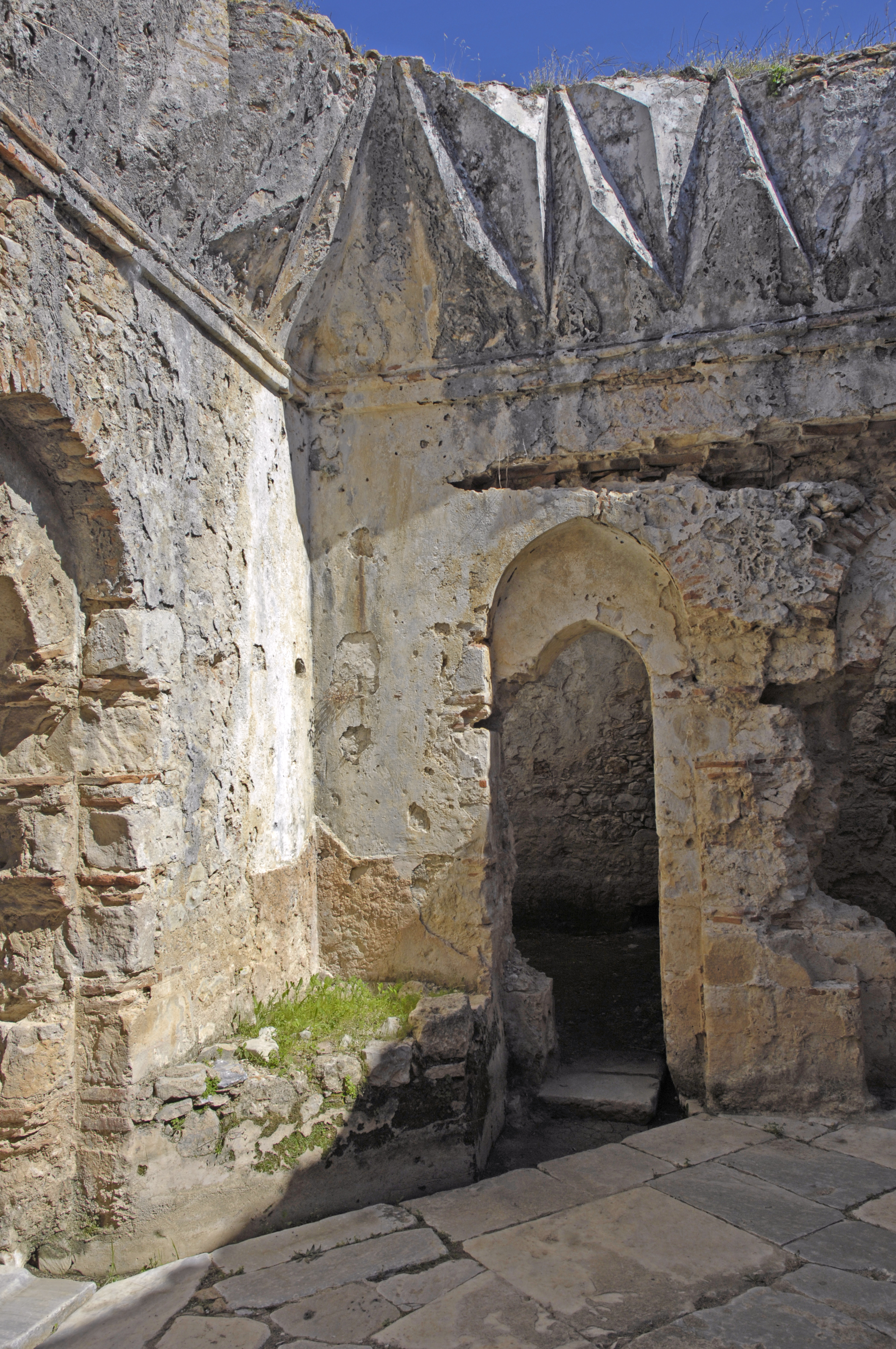
Gran Baño de Beçin
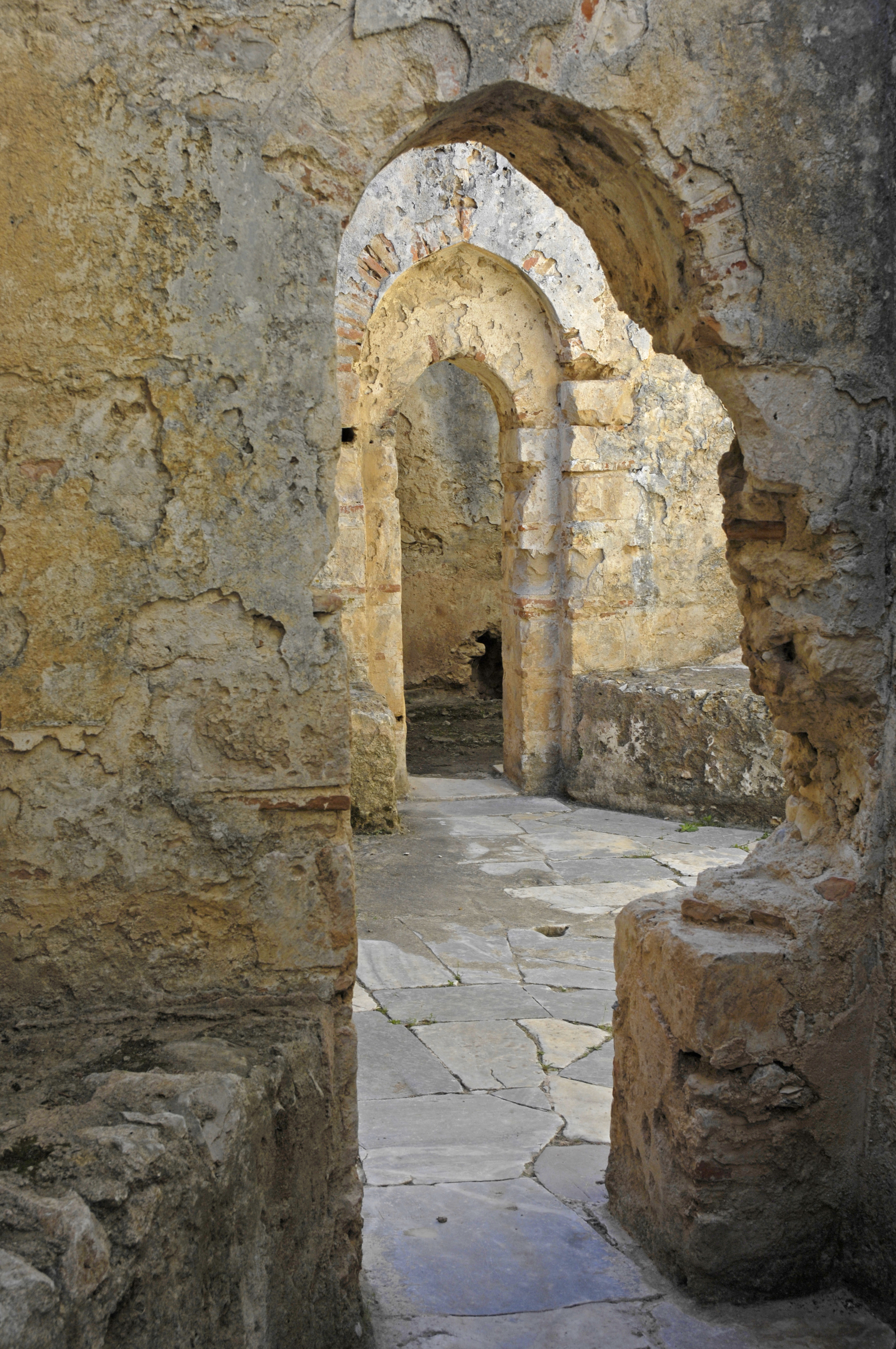
Gran Baño de Beçin